# Tityus
Tityus – rodzaj skorpionów z rodziny Buthidae. Od nazwy tego rodzaju stworzono nazwę podrodziny Tityinae. Rodzaj Tityus składa się z 215
(stan na 8 lipca 2017) opisanych gatunków z Ameryki Centralnej i  Ameryki Południowej, od Kostaryki do Argentyny.
Rodzaj zawiera wiele niebezpiecznych jadowitych skorpionów, z których najbardziej znanym jest skorpion T. serrulatus, którego jad może spowodować poważne choroby, w tym ostre zapalenie trzustki, a u młodych, starych i chorych nawet śmierć.

## Systematyka

### Etymologia
Nazwa Tityus pochodzi od imienia Tytiosa, giganta z mitów greckich − (gr. Τιτυό Tityó, łac. Titios).

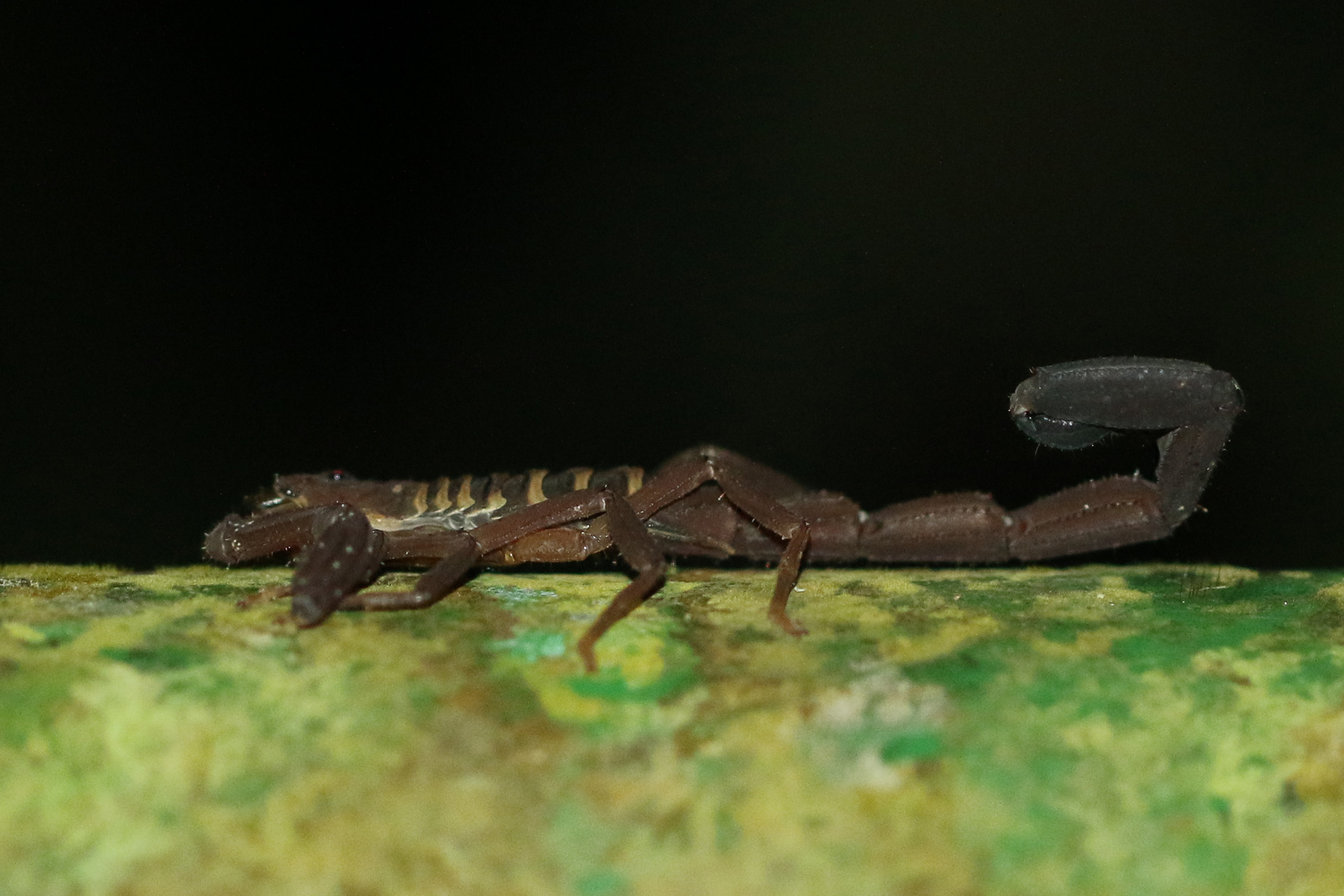
Skorpion Tityus trinitatis
, Trinidad

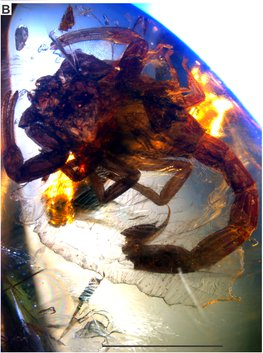
Tityus apozonalli
w bursztynie

### Gatunki[4]
- Tityus aba Candido, Lucas, de Souza, Diaz & Lira-da-Silva, 2005
- Tityus abudi Armas, 1999
- Tityus acananensis González-Sponga, 2009
- Tityus adisi Lourenço, 2002
- Tityus adrianoi Lourenço, 2003
- Tityus ahincoi González-Sponga, 2001
- Tityus altithronus Armas, 1999
- Tityus anasilviae Armas & Abud Antun, 2004
- Tityus androcottoides (Karsch, 1879)
- Tityus anduzei González-Sponga, 1997
- Tityus angelesae Santiago-Blay, 2009
- Tityus anneae Lourenço, 1997
- Tityus antioquensis Lourenço & Otero Patiño, 1998
- Tityus apiacas Lourenço,2002
- †Tityus apozonalli Riquelme, Villegas & González, 2015[5]
- Tityus arellanoparrai González-Sponga, 1985
- Tityus argentinus Borelli, 1899
- Tityus asthenes Pocock, 1893
- Tityus atriventer Pocock, 1897
- Tityus bahiensis (Perty, 1833)
- Tityus bahoruco Teruel & Armas, 2006
- Tityus barquisimetanus González-Sponga, 1994
- Tityus bastosi Lourenço, 1984
- Tityus bellulus Armas, 1999
- Tityus betschi Lourenço, 1992
- Tityus birabeni Abalos, 1955
- Tityus blanci Lourenço, 1994
- Tityus blaseri Mello-Leitão, 1931
- Tityus boconoensis González-Sponga, 1981
- Tityus bolivanus Kraepelin, 1895
- Tityus brazilae Lourenço & Eickstedt, 1984
- Tityus breweri González-Sponga, 1997
- Tityus cachipalensis González-Sponga, 2002
- Tityus caesarbarrioi González-Sponga, 2001
- Tityus canopensis Lourenço, 2002
- Tityus carabobensis González-Sponga, 1987
- Tityus carinatoides Mello-Leitão, 1945
- Tityus caripitensis Quiroga, deSousa & Parrilla-Alvarez, 2000
- Tityus carvalhoi Mello-Leitão, 1945
- Tityus cerroazul Lourenço, 1986
- Tityus championi Pocock, 1898
- Tityus charalaensis Mello-Leitão, 1940
- Tityus charreyroni Vellard, 1932
- Tityus chilensis Lourenço, 2005
- Tityus clathratus C. L. Koch, 1844
- Tityus columbianus (Thorell, 1876)
- Tityus confluens Borelli, 1899
- Tityus costatus (Karsch, 1879)
- Tityus crassicauda (Lourenço, 2013)
- Tityus crassimanus (Thorell, 1876)
- Tityus cuellari Lourenço, 1994
- Tityus culebrensis González-Sponga, 1994
- Tityus cylindricus (Karsch, 1879)
- Tityus dasyurus Pocock, 1897
- Tityus dedoslargos Francke & Stockwell, 1987
- Tityus demangei Lourenço, 1981
- Tityus dinizi Lourenço, 1997
- Tityus discrepans (Karsch, 1879)
- Tityus dorae González-Sponga, 2001
- Tityus duacaensis González-Sponga, 2007
- Tityus dulceae González-Sponga, 2006
- Tityus dupouyi González-Sponga, 1987
- Tityus ebanoverde Armas, 1999
- Tityus ecuadorensis Kraepelin, 1896
- Tityus elii (Armas & Marcano Fondeur, 1992)
- Tityus elizabethae Lourenço & Ramos, 2004
- Tityus elizabethebravoi González-Sponga & Wall Gonzalez, 2007
- Tityus engelkei Pocock, 1902
- Tityus estherae Santiago-Blay, 2009
- Tityus evandroi Mello-Leitão, 1945
- † Tityus exstinctus Lourenço, 1995
- Tityus fasciolatus Pessôa, 1935
- Tityus festae Borelli, 1899
- Tityus filodendron González-Sponga, 1981
- Tityus florezi Lourenço, 2000
- Tityus footei Chamberlin, 1916
- Tityus forcipula (Gervais, 1843)
- Tityus fuhrmanni Kraepelin, 1914
- Tityus funestus Hirst, 1911
- Tityus gaffini Lourenço, 2000
- Tityus gasci Lourenço, 1982
- Tityus gonzalespongai Quiroga, de Sousa, Parrilla-Alvarez & Manzanilla, 2004
- Tityus guaricoensis Gonzalez-Sponga, 2004
- Tityus horacioi Lourenço & Leguin, 2011
- Tityus imei Borges, de Sousa & Manzanilla, 2006
- Tityus indecisus Mello-Leitão, 1934
- Tityus insignis (Pocock, 1889)
- Tityus intermedius Borelli, 1899
- Tityus irapaensis González-Sponga, 2002
- Tityus isabelceciliae González-Sponga, D'Suze & Sevcik, 2001
- Tityus ivani González-Sponga, 2008
- Tityus ivicnancor González-Sponga, 1997
- Tityus jeanvellardi Lourenço, 2001
- Tityus julianae Lourenço, 2005
- Tityus juliorum Santiago-Blay, 2009
- Tityus jussarae Lourenço, 1988
- Tityus kaderkai Kovarik, 2005
- Tityus kalettai González-Sponga, 2007
- Tityus kuryi Lourenço, 1997
- Tityus lancinii González-Sponga, 1972
- Tityus lokiae Lourenço, 2005
- Tityus longidigitus González-Sponga, 2008
- Tityus Lourençoi Flórez, 1996
- Tityus lutzi Giltay, 1928
- Tityus macrochirus Pocock, 1897
- Tityus magnimanus Pocock, 1897
- Tityus maimirensis González-Sponga, 2007
- Tityus manakai González-Sponga, 2004
- Tityus maniapurensis González-Sponga, 2009
- Tityus marajoensis Lourenço & da Silva, 2007
- Tityus maranhensis Lourenço, de Jesus Junior & Limeira-de-Oliveira, 2006
- Tityus martinpaechi Lourenço, 2001
- Tityus matthieseni Lourenço & Pinto-da-Rocha, 2000
- Tityus mattogrossensis Borelli, 1901
- Tityus maturinensis González-Sponga, 2008
- Tityus melanostictus Pocock, 1893
- Tityus melici Lourenço, 2003
- Tityus metuendus Pocock, 1897
- Tityus michelii Armas, 1982
- Tityus microcystis Lutz & Mello, 1922
- Tityus monaguensis González-Sponga, 1974
- Tityus mongei Lourenço, 1996
- Tityus mucusunamensis González-Sponga, 2006
- Tityus munozi Lourenço, 1997
- Tityus neblina Lourenço, 2008
- Tityus neglectus Mello-Leitão, 1932
- Tityus neibae Armas, 1999
- Tityus nelsoni Lourenço, 2005
- Tityus nematochirus Mello-Leitão, 1940
- Tityus neoespartanus González-Sponga, 1996
- Tityus nororientalis González-Sponga, 1996
- Tityus obispoi González-Sponga, 2006
- Tityus obscurus (Gervais, 1843)
- Tityus obtusus (Karsch, 1879)
- Tityus ocelote Francke & Stockwell, 1987
- Tityus osmanus González-Sponga, 1996
- Tityus oteroi Lourenço, 1998
- Tityus ottenwalderi Armas, 1999
- Tityus pachyurus Pocock, 1897
- Tityus pampanensis González-Sponga, 2007
- Tityus paraguayensis Kraepelin, 1895
- Tityus parvulus Kraepelin, 1914
- Tityus paulistorum Lourenço & Qi, 2006
- Tityus perijanensis González-Sponga, 1994
- Tityus pictus Pocock, 1893
- Tityus pintodarochai Lourenço, 2005
- Tityus pittieri González-Sponga, 1981
- Tityus pococki Hirst, 1907
- Tityus portoplatensis Armas & Marcano Fondeur, 1992
- Tityus potameis Lourenço & Leão Giupponi, 2004
- Tityus prancei Lourenço, 2000
- Tityus proseni Abalos, 1954
- Tityus pugilator Pocock, 1898
- Tityus pusillus Pocock, 1893
- Tityus quiriquirensis González-Sponga, 2008
- Tityus quirogae De Sousa, Manzanilla & Parrilla-Alvarez, 2006
- Tityus quisqueyanus (Armas, 1982)
- Tityus ramirezi Esquivel de Verde, 1969 [nomen dubium]
- Tityus raquelae Lourenço, 1988
- Tityus rebieri Lourenço, 1997
- Tityus riocaurensis González-Sponga, 1996
- Tityus rionegrensis Lourenço, 2006
- Tityus riverai Teruel & Sanchez, 2009
- Tityus roigi Maury & Lourenço, 1987
- Tityus rojasi González-Sponga, 1996
- Tityus romeroi González-Sponga, 2008
- Tityus rondonorum Rojas-Runjaic & Armas, 2007
- Tityus rufofuscus Pocock, 1897
- Tityus rugosus Schenkel, 1932
- Tityus rusmelyae González-Sponga, D'Suze & Sevcik, 2001
- Tityus sabinae Lourenço, 1994
- Tityus sanarensis González-Sponga, 1997
- Tityus sanfernandoi González-Sponga, 2008
- Tityus sarisarinamensis González-Sponga, 2002
- Tityus sastrei Lourenço & Flórez, 1990
- Tityus septentrionalis Armas & Abud Antun, 2004
- Tityus serrulatus Lutz & Mello, 1922
- Tityus shiriana González-Sponga, 1991
- Tityus silvestris Pocock, 1897
- Tityus simonsi Pocock, 1900
- Tityus smithii Pocock, 1893
- Tityus soratensis Kraepelin, 1912
- Tityus stigmurus (Thorell, 1876)
- Tityus strandi Werner, 1939
- Tityus surimeridensis González-Sponga, 2002
- Tityus surorientalis González-Sponga, 1996
- Tityus sylviae Lourenço, 2005
- Tityus tamayoi González-Sponga, 1987
- Tityus tayrona Lourenço, 1991
- Tityus tenuicauda Prendini, 2001
- Tityus thelyacanthus Mello-Leitão, 1933
- Tityus timendus Pocock, 1898
- Tityus trinitatis Pocock, 1897
- Tityus trivittatus Kraepelin, 1898
- Tityus tucurui Lourenço, 1988
- Tityus uniformis Mello-Leitão, 1931
- Tityus unus Lourenço & Pinto-da-Rocha, 2000
- Tityus uquirensis González-Sponga, 2001
- Tityus urachichensis González-Sponga, 2007
- Tityus urbinai Scorza, 1952
- Tityus uruguayensis Borelli, 1901
- Tityus vaissadei Lourenço, 2002
- Tityus valerae Scorza, 1954
- Tityus venamensis González-Sponga, 1981
- Tityus ventuarensis González-Sponga, 2009
- Tityus walli González-Sponga & Wall Gonzalez, 2007
- Tityus wayuu Rojas-Runjaic & Armas, 2007
- Tityus yerenai González-Sponga, 2009
- Tityus ythieri Lourenço, 2007
- Tityus zulianus González-Sponga, 1981